# Верховний суд штату Вермонт
Верховний суд штату Вермонт — вища судова інстанція у штаті Вермонт, США. Розглядає апеляції із окружних судів штату Вермонт. Суд складається з голови та чотирьох членів суду.